# Volo Vietnam Airlines 831
Il volo Vietnam Airlines 831, un Tupolev Tu-134, si schiantò in una risaia vicino al villaggio di Semafahkarm, Tambon Khu Khot, nel Distretto di Lam Luk Ka della Provincia di Pathum Thani, in Thailandia mentre operava un volo da Hanoi a Bangkok il 9 settembre 1988. La causa dell'incidente è indeterminata, tuttavia i piloti comunicarono che l'aereo potrebbe essere stato colpito da un fulmine. Tre membri dell'equipaggio e 73 passeggeri morirono nel conseguente schianto. Questo incidente fu il secondo peggior incidente all'epoca in Thailandia ed è attualmente al quinto posto.

## L'incidente
Mentre volava ancora sul sentiero di discesa, il Tupolev scese al di sotto dell'altitudine minima di sicurezza e si schiantò al suolo. L'aereo esplose al momento dell'impatto, con i detriti che si sparsero per 500 metri.
Tra i morti c'era il ministro vietnamita della sanità pubblica Đặng Hồi Xuân.